# André Labhardt
André Labhardt, né le 28 décembre 1911 à La Chaux-de-Fonds et mort le 23 mai 2003 à Bôle, est un professeur de langue et littérature latine à l’Université de Neuchâtel. Il est l'auteur du rapport fédéral dit Labhardt (1966) qui mena à la réforme du système de financement de la recherche universitaire en Suisse.

## Biographie
André Labhardt est le fils d’Hans Labhardt, un boucher originaire de La Chaux-de-Fonds, ainsi que d’Emma Marguerite Labhardt, née Benz. Après des études gymnasiales, il commence des études de lettres à l’Université de Neuchâtel où il étudie sous la direction du professeur Max Niedermann, titulaire de la chaire de latin et de linguistique. Très vite, André Labhardt se découvre une vocation de philologue. Il obtient sa licence de lettres classiques en 1933. Par la suite, il part à Munich où il participe, en tant qu'assistant, au pharaonique projet d'encyclopédie latine du Thesaurus Linguae Latinae. En parallèle, en 1936, il présente sa thèse de doctorat ès-lettres consacrée aux gloses de Reichenau. Après son séjour munichois, André Labhardt rentre en Suisse, à Bâle, et devient professeur au gymnase classique[réf. nécessaire].
En 1944, alors âgé de trente-trois ans seulement, il est nommé au poste de professeur de langue et littérature latine à l’Université de Neuchâtel pour remplacer Max Niedermann. Poste qu'il ne quittera qu'en 1978, à l'âge de la retraite. Tout au long de sa carrière à l'Université, André Labhardt publie de nombreux travaux sur la latinité et les auteurs latins chrétiens. Il est également l’auteur de nombreuses publications sur les Pères de l’Église. En 1952, et pour la durée de deux ans, il devient le premier neuchâtelois à diriger le prestigieux Institut suisse de Rome.  
À côté de sa charge d'enseignant et de recteur de l’Université de Neuchâtel (1963-1965), André Labhardt accepte plusieurs mandats fédéraux d'importance qui réformeront en profondeur le système de financement de la recherche en Suisse,. Il est d'abord membre (1952-1966) puis président (1963-1966) du conseil de fondation du Fonds national suisse de la recherche scientifique, puis est nommé, en 1962, pour prendre la tête de la Commission fédérale d'experts chargée de l'étude d'une aide fédérale aux universités. Le « rapport Labhardt », né du travail de cette commission, établit un premier état des lieux qui débouchera, en 1966, sur un arrêt fédéral en faveur d'un soutien national aux universités cantonales. Dans la foulée, André Labhardt est nommé vice-président du Conseil suisse de la science. Plus tard, entre 1970 et 1973, il est président de la Conférence des recteurs des universités suisses. 
André Labhardt a pris sa retraite en 1978, cédant sa chaire au professeur André Schneider.

## Publications
- La philologie classique, Genève, Alma Mater (no 14), 1945, p. 431-442
- Notes sur quelques passages de Quintilien, vol. 3, Coimbra, Humanitas, 1950, p. 175-189
- Tertullien et la philosophie ou La recherche d'une "position pure" (fasc. 3), vol. 7, Bâle, Museum Helveticum (de), 1950, p. 159-180
- Sur une page de saint Jérôme, Hommage et reconnaissance : recueil de travaux publiés à l'occasion du soixantième anniversaire de Karl Barth, Neuchâtel et Paris, Delachaux et Niestlé, 1946, p. 56-62
- Curiositas : notes sur l'histoire d'un mot et d'une notion, vol. 17, Museum Helveticum (de), 1960
- « Quelques réflexions sur l'enseignement didactique : exposé », dans Revue syndicale suisse : organe de l'Union syndicale suisse, vol. 62 (no 4), 1970, p. 146
- Quelques témoignages d'auteurs latins sur la personnalité et l'œuvre de Pline l'Ancien (Mélanges offerts à Max Niedermann à l'occasion de son soixante-dixième anniversaire), Genève, Slatkine, 1972, p. 105-114
- « De Cicéron à saint Augustin », dans Euphrosyne : revista de filologia clássica, vol. 5, Lisbonne, Nova série, 1972, p. 161-184
- « Jeux et disputes sous la tonnelle : de la plante de Jonas au "kikajon" des parlers de la Suisse romande », dans Hans-Wilhelm Klein, Albert Barrera-Vidal, Ernstpeter Ruhe et Peter Schunck, Lebendige Romania, Göppingen, A. Kümmerle, 1976, p. 197-212
- À propos d'humanisme (Annales), 1977/1978, p. 149-157

## Sources et notes
1. ↑  R.-F. L., « Au cours d'une cérémonie solennelle », L’Express,‎ 26 janvier 1945, p. 8 (lire en ligne)
2. ↑  Bl. N, « Pour les 80 ans du professeur André Labhardt: en toute simplicité et curiosité », L’Impartial,‎ 20 décembre 1991, p. 24 (lire en ligne)
3. ↑  « Un neuchâtelois nommé directeur de l'Institut suisse de Rome », L’Express,‎ 6 juin 1952, p. 12 (lire en ligne)
4. ↑  Pierre-Louis Borel, « Nouveau recteur de l'Université. M. André Labhardt a été solennellement installé hier », L’Express,‎ 15 novembre 1963, p. 28 (lire en ligne)
5. ↑  Pierre-Louis Borel, « Le professeur André Labhardt parle des problèmes universitaires », L’Express, lundi, février 19, 1968; Page: 3,‎ 19 février 1968, p. 3 (lire en ligne)
6. ↑  « Le fédéralisme universitaire: sa nécessité et ses limites dans la Suisse de demain », L’Express,‎ 24 janvier 1972, p. 2 (lire en ligne)
7. ↑  Pierre-Louis Borel, « Émouvante leçon d'adieu du professeur André Labhardt », L’Express,‎ 8 juillet 1978, p. 7 (lire en ligne)